# Franz-Novy-Hof
Der Franz-Novy-Hof ist ein Gemeindebau im 16. Wiener Gemeindebezirk Ottakring. Die großflächige Wohnhausanlage wurde zwischen 1950 und 1954 nach Plänen von acht Architekten errichtet und wurde nach dem Politiker Franz Novy benannt.

## Lage
Der Franz-Novy-Hof liegt in der Wiener Katastralgemeinde Ottakring nördlich der Grenze zum Bezirk Rudolfsheim-Fünfhaus. Die Anlage erstreckt sich über drei Straßenblöcke und wird von der Koppstraße im Norden, von der Zagorskigasse im Osten und von der Gablenzgasse im Süden begrenzt, wobei die Pfenninggeldgasse durch die Wohnhausanlage verläuft. Der Gemeindebau ist von mehreren Gemeindebauten und Wohnhausanlagen umgeben. So befindet sich angrenzend im Norden die Wohnhausanlage Sulmgasse 2–6, im Osten der Pirquethof und im Süden die Siedlungs- und Wohnhausanlage Schmelz bzw. der Willi-Liwanec-Hof. In nächster Nähe sind zudem der Rohrauerpark und der Sportplatz des SPC Helfort Wien.

## Geschichte
Auf dem Gelände der Wohnhausanlage befanden sich vor Baubeginn acht einstöckige Notstandsbaracken mit insgesamt 128 Wohnungen und zwei Lokalen. Diese Gebäude waren im Jahr 1911 von der Gesellschaft für Notstandswohnungen errichtet worden. Ursprünglich für eine Dauer von 17 Jahren geplant diente die im Volksmund als „Negerdörfel“ bezeichnete Anlage als Wohnraum für obdachlose, kinderreiche Familien. Trotzdem die Baracken ursprünglich als Provisorium geplant und die Gründe 1928 der Gemeinde Wien zurückgegeben hätten werden müssen, wurden die Quartiere erst 1952 abgebrochen. Der Franz-Novy-Hof wurde ab 1950 in drei Bauphasen errichtet. Nachdem die Anlage zwischen 1989 und 1990 unter anderem mit Liften versehen wurde, kam es zwischen 2007 und 2010 zur Erneuerung der Fenster und Türen sowie zur Aufbringung eines Wärmedämmverbundsystems für die Fassade.

## Bauwerke
Der Franz-Novy-Hof besteht aus insgesamt 16 Bauteilen mit 48 Stiegen. An der Errichtung waren drei Architektengemeinschaften beteiligt, wobei der Bau in vier Phasen erfolgte. In der ersten Bauphase, die zwischen 1950 und 1952 umgesetzt wurde, erfolgte die Errichtung von 1952 vier Zeilenbauten und vier würfelförmige Wohnhäuser. Die acht Baukörper wurde auf dem dreieckigen Grundstück zwischen Koppstraße, Hettenkofergasse,
Herbststraße und Pfenninggeldgasse errichtet. Die Zeilenbauten wurden fünfgeschoßig ausgeführt und mit Walmdächern sowie 18 Fensterachsen ausgeführt. Sie besitzen zudem nach Osten orientierte, abgerundete
Balkone mit Gitterbrüstungen und um eineinhalb Geschoße überhöhten Stiegenhaustürme an der Westfassade. Die viergeschoßigen Einzelhäuser besitzen ebenfalls Balkonreihen, Kranzgesimse, Walmdächer und Stiegenhaustürme sowie ein mit Mansardenfenstern ausgebautes Dachgeschoß. Lediglich ein Einzelhaus in der Mitte dieses Bauabschnitts wurde mit sechs Geschoßen ausgestattet. Es sticht zudem durch die abwechselnd mit einer Doppelreihe Loggien bzw. zwei Reihen Balkonen akzentuierte Putzfassade aus den übrigen Baukörpern hervor. 
In der zweiten Bauphase, die von 1952 bis 1953 erfolgte, wurden an der Gablenzstraße vier fünfgeschoßige Zeilenbauten errichtet. Sie verfügen über 12 Fensterachsen und unterscheiden sich lediglich durch aufwändige Fensterfaschen, rustikale Balkonkonsolen und erst später angebauten Außenlifte von den Bauten der ersten Bauphase. Während der dritten Bauphase wurden zwischen 1953 und 1954 auf dem restlichen Straßenblock zur Herbststraße durch zwei mehrfach abgewinkelte Baukörper ein Innenhof umschlossen. Sie verfügen über fünf Geschoße, ein durch Mansardenfenster ausgebautes Dachgeschoß, ein Dachgesims und überhöhte Stiegenhaustürme. Zuletzt wurde 1955 ein neun Fensterachsen langer Zeilenbau und ein Doppel-L-förmiger Block als fünfgeschoßige Baukörper mit ausgebautem Dachgeschoß zwischen Herbststraße,
Pfenninggeldgasse und Zagorskigasse errichtet. Der L-förmige Block wurde dabei durch ein siebengeschoßiges Hochhaus abgeschlossen.

## Kunstwerke
Im Franz-Novy-Hof befinden sich insgesamt fünf Kunstwerke, die alle unter Denkmalschutz stehen. An der Fassade Pfenninggeldgasse 4, 4a befindet sich das monumentale keramische Mosaikwandbild „100.000 neue Wiener Gemeindewohnungen“ von Otto Rudolf Schatz. Es wurde 1957 als Erinnerung an die Grundsteinlegung der 100.000 Gemeindewohnung geschaffen. Es zeigt zahlreiche Architekten und drei Architektinnen mit Modellen der von ihnen geplanten Gemeindebauten. Die Inschrift lautet: „Wo sich ein Kreis von Schöpfern findet, / Wächst hunderttausendfache Saat: / Denn Menschen, Raum und Zeit verbindet / Zum Wohle immer nur die Tat.“
Im Hof hinter der Herbststraße 103 befindet sich das Franz-Novy-Denkmal, das 1959 von Edmund Moiret geschaffen wurde. Es erinnert mit einem Porträtrelief auf einem vier Meter hohen Keramikpfeiler an den Gewerkschafter und Gemeinderat Franz Novy (1900–1949). Der Keramikpfeiler trägt die Inschrift: „Er begann / in schwerster / Zeit / mit dem Wieder- / aufbau / Wiens“. An den beiden Seiten befinden sich zudem Flachreliefs, die Bauarbeiter (Maurer, Schmied und Malermeister) mit der Inschrift „Er erzog die Bauarbeiter“ bzw. Künstlern (Maler, Architekt und Bildhauer) mit der Inschrift „Er förderte die Kunst“ gezeigt werden. Auf der Rückseite befindet sich ein Zitat aus Schillers „Glocke“: „Es mögen / die Herzen / und Hände / im Geiste / der / Freundschaft / vereint / dem / Besten / nur / dienen“.
Die Plastik „Elektrische Energie“ aus Naturstein entstand 1953 und wurde von Ferdinand Opitz geschaffen. Sie befindet sich im Vorgarten an der Ecke Gablenzgasse 118 / Pfenninggeldgasse 2. Die inmitten von Bäumen, frei stehende Plastik „Maurer“ aus Naturstein vor dem Gebäude Pfenninggeldgasse 4, 4a wurde 1955 von Otto Eder gestaltet. Die Plastik „Freundinnen“ aus Naturstein schuf Artur Hecke 1959. Sie steht unter Bäumen vor dem Haus Pfenninggeldgasse 1.

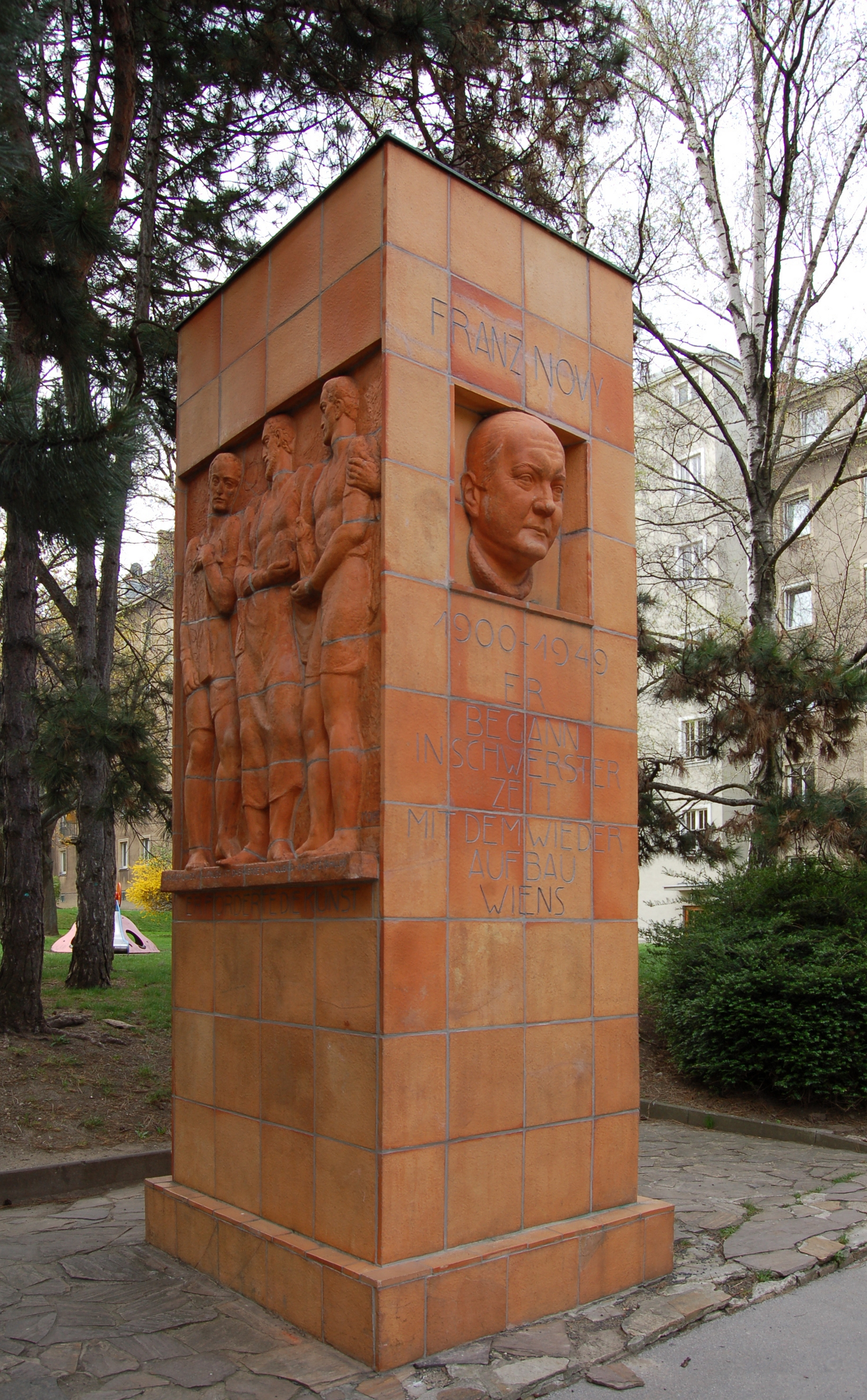
Novy-Denkmal von Edmund Moiret
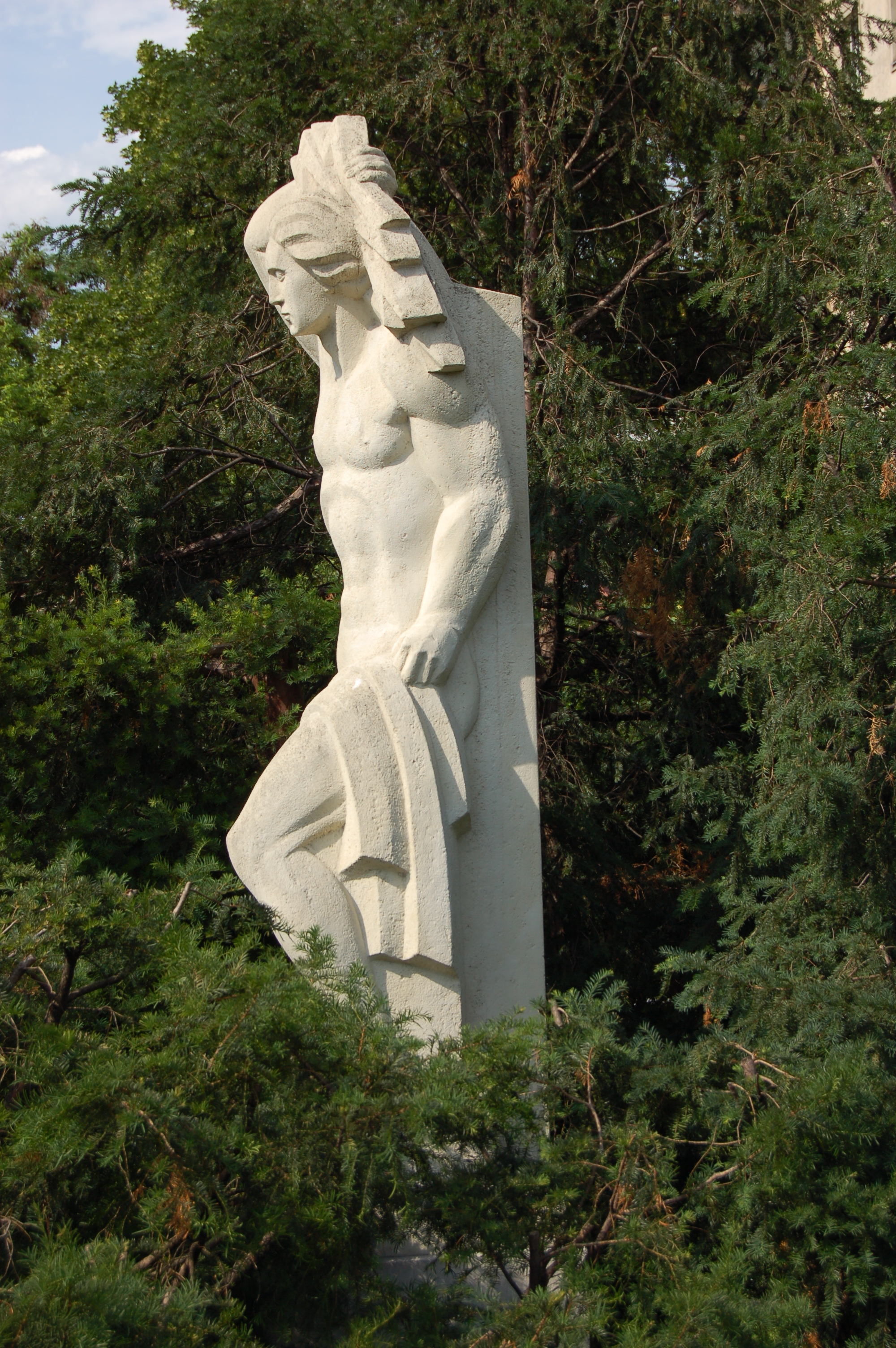
„Elektrische Energie“ von Ferdinand Opitz
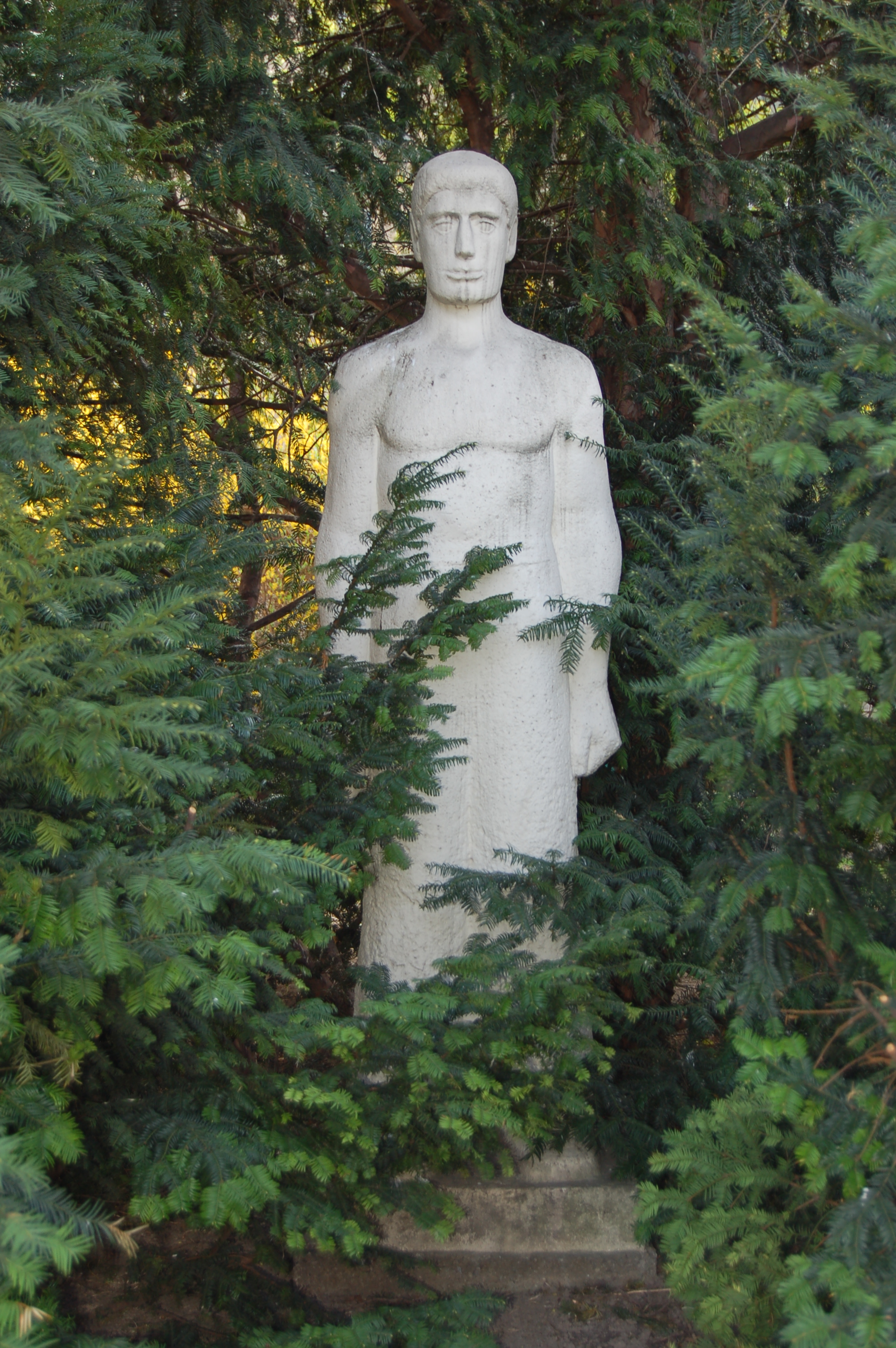
„Maurer“ von Otto Eder
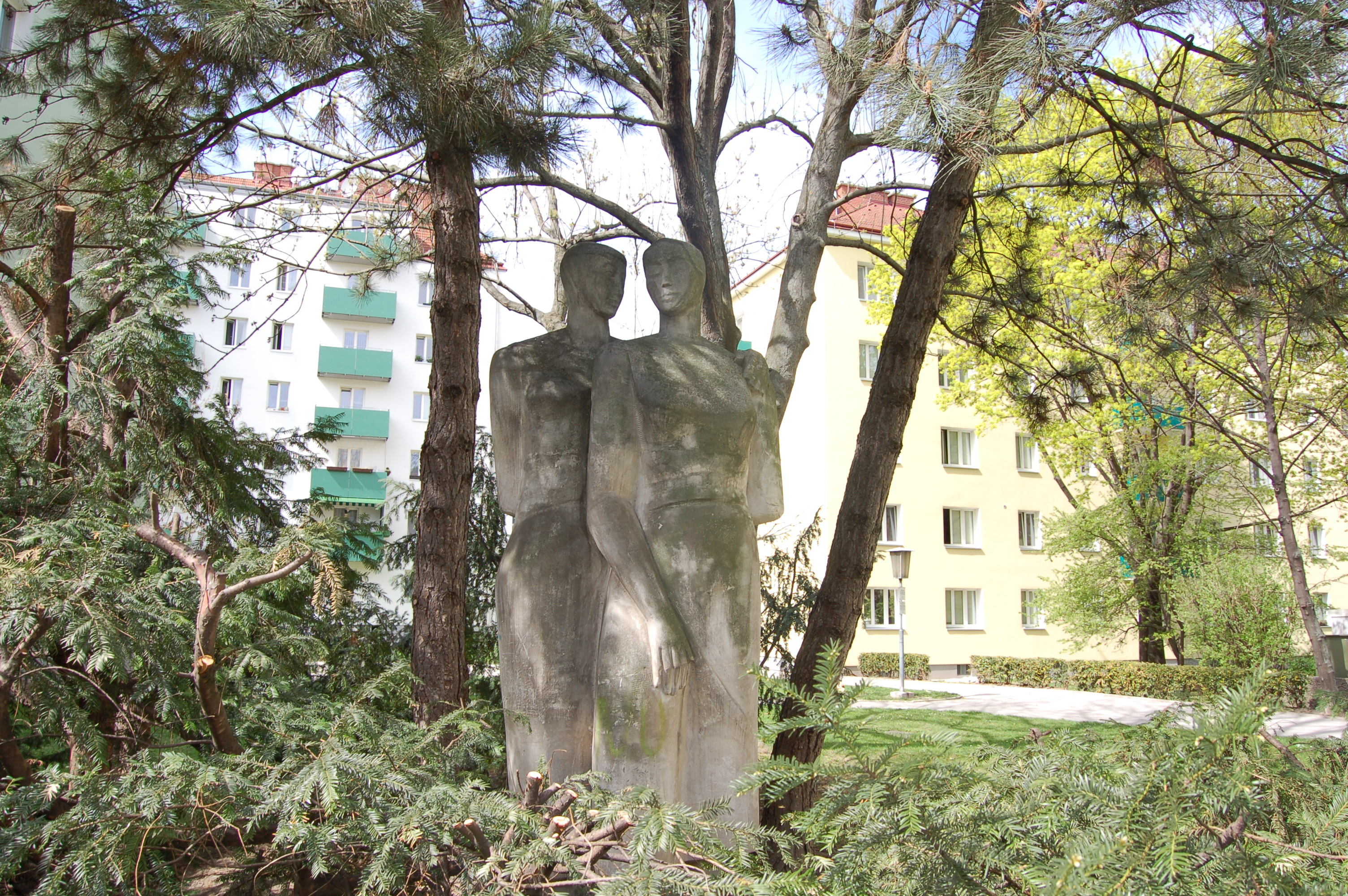
„Freundinnen“ von Artur Hecke